# IPhone 4S
L'iPhone 4S és un telèfon intel·ligent de gamma alta desenvolupat per Apple. És la cinquena generació de l'iPhone, un dispositiu que combina una pantalla de 3,5 polzades, un telèfon mòbil i diverses prestacions. El seu disseny exterior és el mateix que el del seu predecessor, l'iPhone 4, però té grans millores en el maquinari i també té diverses actualitzacions de programari. També amb el nou iPhone es va presentar el sistema operatiu iOS 5 (programari amb el qual treballa l'iPhone 4s, l'iPod touch, l'iPad 2 i l'iPad 3).
L'iPhone 4s va ser presentat en l'esdeveniment "Parlem de l'iPhone" el 4 d'octubre de 2011 en Cupertino, Califòrnia. Apple va començar a rebre prepaquets de l'iPhone 4s el 7 d'octubre de 2011 en set països Estats Units, Canadà, Austràlia, Regne Unit, França, Alemanya i Japó amb una data de lliurament per 14 d'octubre de 2011, aquest mateix dia també sortiria a la venda en aquests països. Va ser llançat en 22 països més d'Europa, Amèrica i Àsia, entre ells Irlanda, i Singapur el 28 d'octubre.
En la seva presentació va cridar l'atenció, a part de l'anècdota de ser la primera presentació de novetats d'Apple amb Tim Cook en el lloc de Steve Jobs (moriria l'endemà), la gran importància donada a l'aplicació "Siri", un programa de reconeixement de veu que acompanyaria al iOS 5, així com la potenciació dels serveis basats en iCloud. Tim Cook va revelar que la "s" era pel nou assistent virtual anomenat Siri que incloïa el nou telèfon intel·ligent.

## Història

### Anunci
Para molts, la que llavors anava a ser la següent generació de l'iPhone es cridaria iPhone 5, però després que l'iPhone 4s fos anunciat, va haver-hi decepció pel nom del nou telèfon. No obstant això, al maig de 2011, algunes filtracions donaven una descripció bastant exacta del producte, incloent el nom "iPhone 4s", el xip A5, la càmera, etc. Al final va resultar que no va haver-hi diferències externes notòries entre l'iPhone 4 i iPhone 4s: tots els canvis són interns, no obstant això, és descrit com un salt "cap a davant en la innovació tecnològica i sofisticació". Va ser el primer llançament de producte de Tim Cook sense el cofundador d'Apple, Steve Jobs, la salut del qual s'estava deteriorant i va morir l'endemà de l'anunci de l'iPhone 4s.

### Recepció
La reacció inicial a l'anunci d'iPhone 4s va ser en general favorable, fent-se ressò dels experts de tecnologia. Les accions de Samsung Electronics, HTC i Nokia van pujar el dimecres després que l'iPhone 4s va ser anunciat, mentre que les accions d'Apple van baixar dràsticament. No obstant això, al final del dia, les accions d'Apple es van recuperar, acabant en un augment del 1%.
Amb el llançament de les comandes anticipades, AT&T va dir que la demanda de l'iPhone 4s va ser "extraordinària". Més de 200 000 comandes anticipades van ser sol·licitats en les primeres 12 hores, a través de AT&T. El 20 d'octubre de 2011, AT&T va superar el milió d'activacions.
El 10 d'octubre, Apple va anunciar que més d'un milió iPhone 4s havien estat demanats anticipadament en les primeres 24 hores d'haver-se habilitat aquesta modalitat, batent el rècord establert per 600.000 comandes de l'iPhone 4. L'espera de 16 mesos entre l'iPhone 4 i l'iPhone 4s pot haver contribuït a les grans vendes.
El 17 d'octubre de 2011, Apple va anunciar que quatre milions d'iPhone 4s van ser venuts en els primers tres dies de venda. Phil Schiller, vicepresident de Màrqueting d'Apple, va afirmar que el "iPhone 4s ha tingut un gran començament amb més de quatre milions d'unitats venudes en el seu primer cap de setmana, la major xifra per a un telèfon i més del doble del llançament de l'iPhone 4 durant els seus primers tres dies".

## Disseny

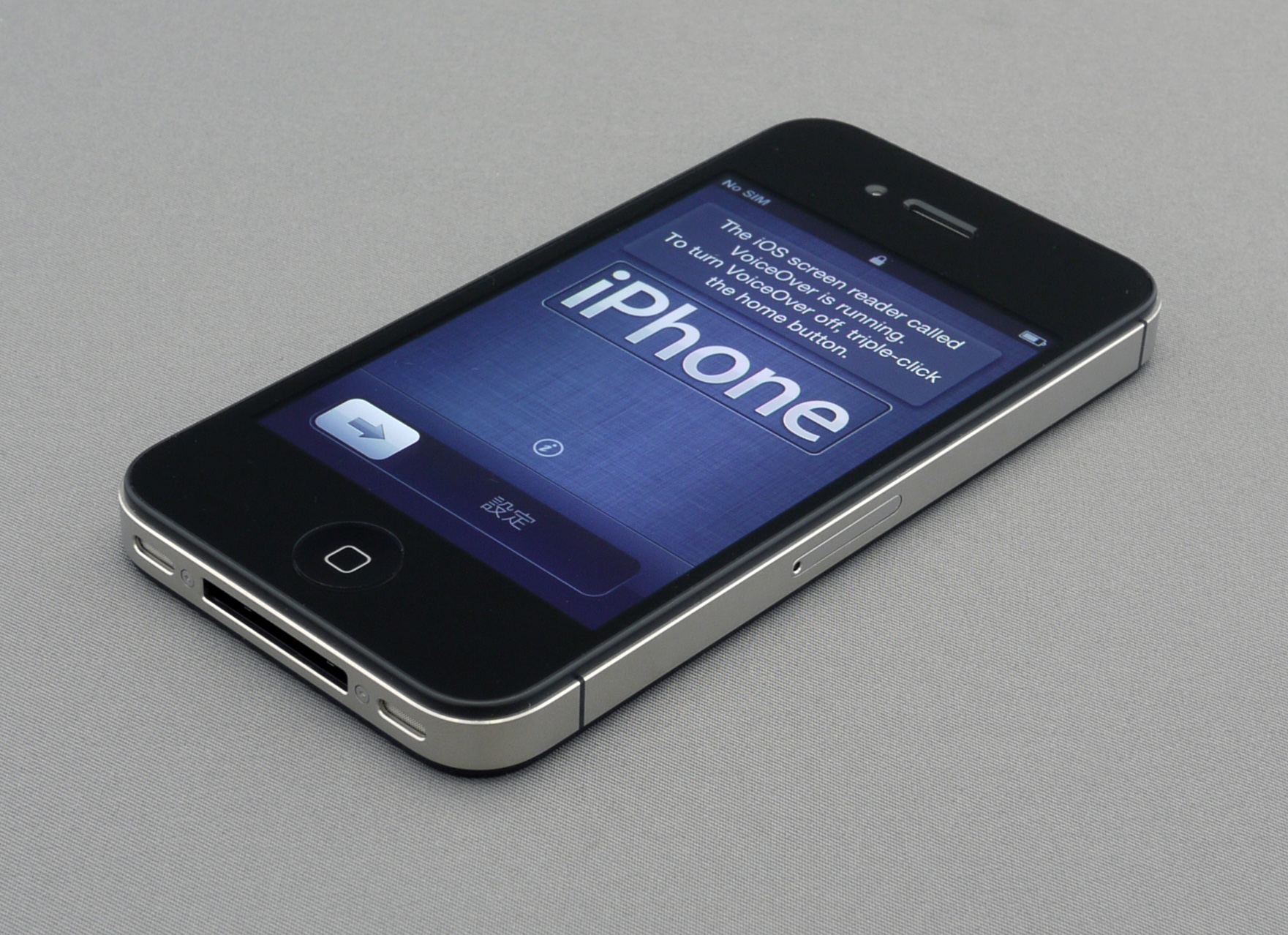
Iphone 4S

L'iPhone 4s és principalment una combinació d'un ordinador de mà, un telèfon cel·lular, GPS, càmera de vídeo i reproductor de música en un sol dispositiu, alimentat per una bateria recarregable de 1432mAh de polímers de liti.
L'iPhone 4s conserva gairebé totes les característiques del disseny del seu predecessor, l'iPhone 4. La part davantera i posterior són planes, la pantalla està feta de cristall. Hi ha una càmera en la part posterior i els laterals són d'acer inoxidable amb botons de metall. Es manté la pantalla 3,5 polzades (8,89 cm) de l'iPhone passat amb el botó "Home" en la part inferior. L'iPhone 4s ve en dos colors, blanc i negre.

## Maquinari

### Antena
La millora de l'exterior de l'iPhone 4s en comparació al seu predecessor, l'iPhone 4, és notòria. Apple va redissenyar l'antena de l'iPhone 4s perquè el senyal de cel·lular pogués triar entre dues antenes, en funció del que s'estigui enviant o rebent. En l'iPhone 4, l'antena formava part de la banda d'acer inoxidable que embolicava els costats del telèfon, la qual es dividia en quatre parts: cel·lular, Bluetooth, GPS i Wi-Fi. No obstant això, en l'iPhone 4S, aquesta antena cel·lular de l'iPhone s'ha dividit en dos, permetent que es triï una o una altra part d'ella, depenent de com es prengui el telèfon amb les mans, corregint, així, l'antena defectuosa que afectava als iPhone 4 (problema conegut, popularment, com el "Antenna Gate").

### Càmera

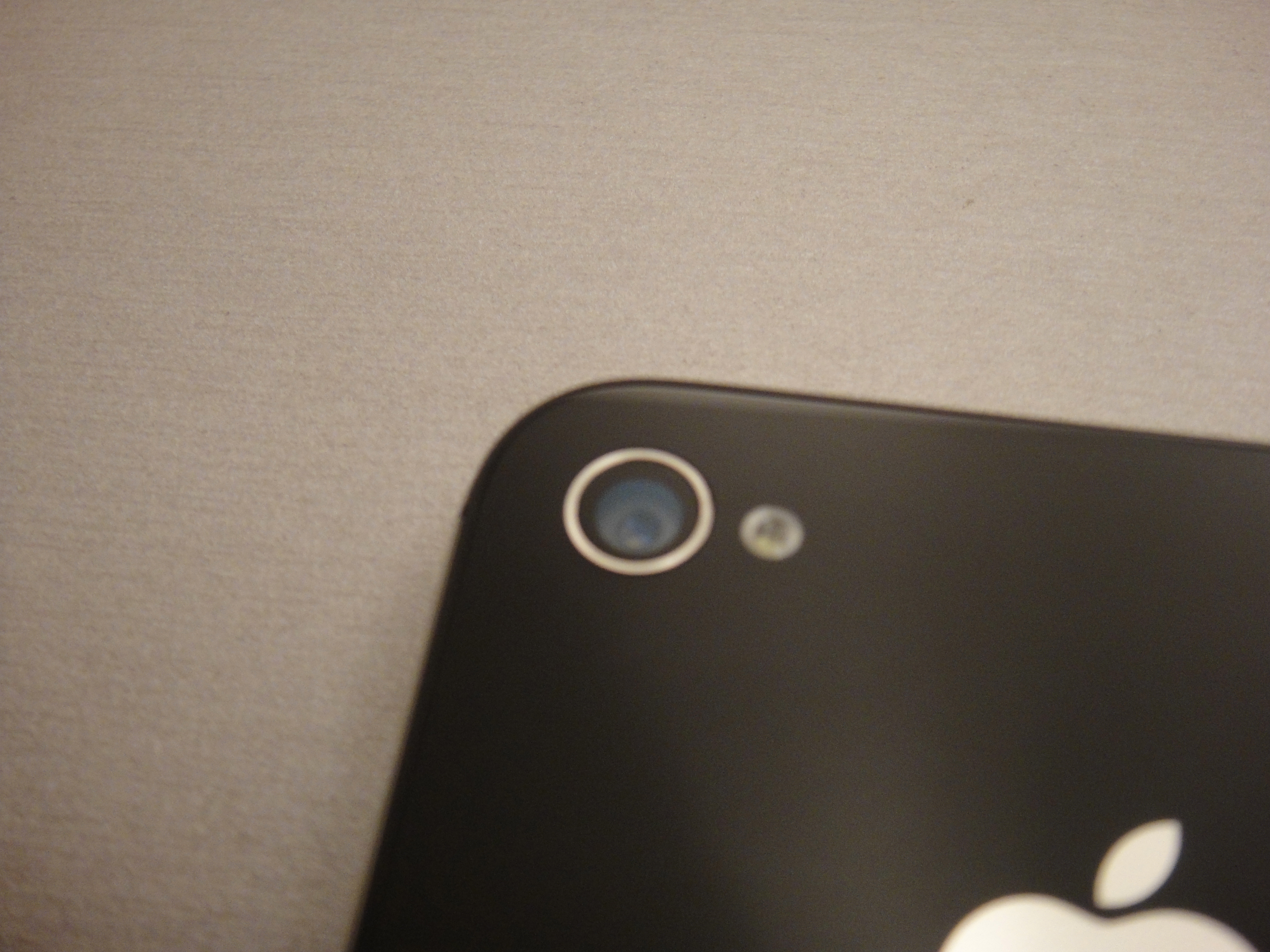
IPHONE 4S càmera de 8MP

La càmera de l'iPhone 4s és capaç de disparar imatges fixes de 8MP, és a dir, 3264x2448 píxels amb una obertura major (f/2,4), que deixa passar més llum. L'enregistrament de videos és a 1080p a trenta quadres per segon amb qualitat millorada (30% més de claredat, equilibri d'un 26% més blanc i millor precisió de color) i estabilitzador d'imatge, permetent millorar la captura de videos quan gravem a pols. La càmera es pot accedir directament des de la pantalla de bloqueig i el botó d'augmentar volum es pot utilitzar com disparador de la càmera. Altres característiques de la càmera són macro (per a fotos de prop) i que és més ràpida per capturar imatges, podent prendre la primera foto en 1,1 segons, i les següents en 0,5 segons.

### Bateria
La bateria de l'iPhone 4s dura 600 hores en espera (iPhone 4: 300 hores), 8 hores de conversa en 3G (iPhone 4: 7,4 hores), 14 hores de conversa en 2G, 6 hores navegant en 3G i 9 hores navegant en Wi-Fi. No obstant això, hi ha diversos informes de problemes que indicarien que la durada és molt menor. El temps d'ús depèn de l'energia de la bateria de liti-polímer a l'interior del dispositiu. Es pot recarregar mitjançant l'energia d'un port USB o un adaptador de corrent. La bateria està inclosa dins del dispositiu i està dissenyada per ser retirada solament per experts tècnics, no sent removible per l'usuari.

### Processador, memòria i emmagatzematge
L'iPhone 4s té un processador de doble nucli Apple A5, a diferència del processador Apple A4 utilitzat en l'iPhone 4, que era d'un sol nucli. Compta amb 512 MiB de RAM, igual que el seu predecessor. El màxim d'emmagatzematge disponible va augmentar a 64 GB, no obstant això, es mantenen els models de 32 GB i 16 GB. La pantalla és la mateixa que l'iPhone de la generació anterior: 3,5 polzades, 640×960 de resolució (en la línia "Retina Display" d'Apple). La millora en les aplicacions multimèdia interactives era evident en comparació del seu predecessor.

## Característiques

### Jocs
L'iPhone 4s utilitza el processador A5 d'Apple, un xip que utilitza la unitat de processament gràfic PowerVR SGX de l'empresa Imagination Technologies, amb suport OpenGL ÉS 2.0 i DirectX 10.1 Shader Model 4.1. L'iPhone 4s utilitza un model de doble nucli, el SGX543, que està integrat, també, en el SoC de l'iPad 2.
Apple afirma que l'iPhone 4s pot processar gràfics fins a "set vegades més ràpid" que l'iPhone 4. Va ser corroborada pel president de Epic Games, Mike Capps. En "Parlem d'iPhone", esdeveniment organitzat per Apple el 4 d'octubre de 2011, on es va mostrar la seqüela de Infinity Blade, Infinity Blade 2, en un iPhone 4s. Capps es va vanar que el joc utilitza el motor Unreal Engine 3 de Epic Games i compta amb les mateixes tècniques gràfiques utilitzades en el joc Gears of War 3 de Xbox 360.
Els jocs en l'iPhone 4s han estat comparats amb els de PlayStation Vita, que compta amb la mateixa unitat SGX, solament que aquesta última compta amb quatre nuclis (en comptes de dos com l'iPhone 4s). A més, l'iPhone 4s té capacitat per processar 35 milions de polígons per segon (en cada nucli), la qual cosa ha provocat que sigui comparat amb la PlayStation 3 i la Xbox 360.

### Siri
L'iPhone 4s introdueix un nou sistema automatitzat de control per veu anomenat "Siri", únic en el 4s, que permet a l'usuari donar ordes l'iPhone, que pot fer i respondre. Per exemple, "Quin temps fa?" va a generar una resposta com "El temps és ennuvolat i plujós". Aquestes ordes poden variar molt i es poden controlar gairebé totes les seccions del telèfon. Les ordres donades no han de ser específiques i es pot utilitzar amb el llenguatge natural. Es pot accedir a Siri mantenint el botó d'inici premut durant 3 segons o amb la funció de portar el telèfon a l'orella.
Va començar a operar en vuit idiomes: alemany, italià, xinès, coreà, francès, japonès, anglès (Austràlia, EUA i Regne Unit), i espanyol, sent aquest últim incorporat amb la recent actualització del iOS a la versió 6.
Es va anunciar l'11 de juny de 2012, durant la WWDC 2012, que Siri tindrà suport per a restaurants, esports, mapes i compatibilitat amb cotxes per mitjà de Bluetooth, tot això amb iOS 6.
Actualment, l'actualització de programari compatible més recent és el iOS 9.

### Xarxa
El dispositiu és un telèfon universal i pot treballar tant en xarxes GSM com en xarxes CDMA. En 2G (GSM) pot suportar fins a 14 hores de temps de conversa. Es pot descarregar a una velocitat màxima de 14,4 Mbps en una xarxa HSPA +. A les xarxes CDMA no obstant això, es limita a 3,1 Mbps.

## Articles que inclou l'embalatge
- Manual d'instruccions.
- Auriculars estèreo amb micròfon incorporat.
- Cable USB amb connector Dock de 30 pins.
- Adaptador de corrent USB (miniUSB per a Àsia).
- 2 adhesius exclusius d'Apple.
- Eina per a l'extracció de targeta SIM (No Inclosa en models CDMA)
- iPhone 4s.

## Especificacions iPhone 4
- Color: Negre i blanc (8GB, 16 GB, 32 GB i 64 GB).
- Grandària: 115,2 mm x 58,6 mm x 9,3 mm.
- Pes: 140 g.
- Xip: Apple A5
- Grandària de memòria RAM: 512 MB.
- Grandària de la pantalla: 3,5" (89 mm).
- Resolució de la pantalla: 960x640 (Pantalla Retina)
- Càmera posterior: 8 megapíxeles amb flaix LED i enregistrament Full HD (Millora de l'òptica a diferència de l'iPhone 4)
- Càmera frontal: VGA per a fotos i vídeos
- Bateria: en trucada 14 h (2G), 8 h (3G), en Internet 9 h (Wi-Fi), 200 h en espera, 10 h de reproducció de vídeo, 40 h de reproducció d'àudio.
- Giroscopi de 3 eixos, acceleròmetre, sensor de proximitat i llum ambiental, brúixola digital.
- UMTS/HSDPA/HSUPA/(850, 900, 1900, 2100 MHz).
- Tecnologies GSM i CDMA amb doble antena.
- WiFi 802.11b/g/n (802.11n només en 2,4GHz), Bluetooth 4.0, A-GPS.
- FaceTime i Siri.
- micro SIM

## Cronologia dels models
Fonts: Biblioteca comunicat de premsa d'Apple

## Imatges

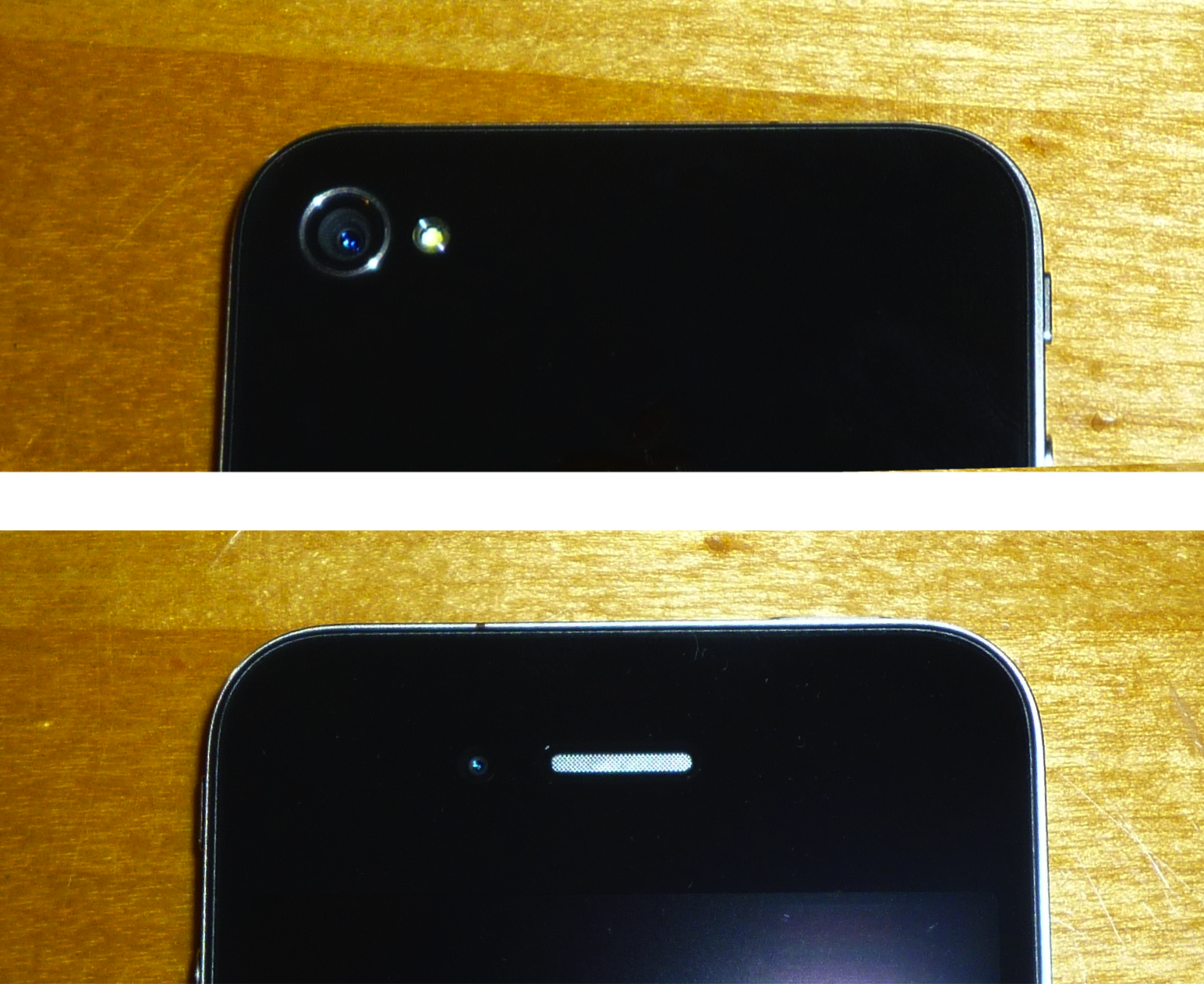
Càmeres del dispositiu
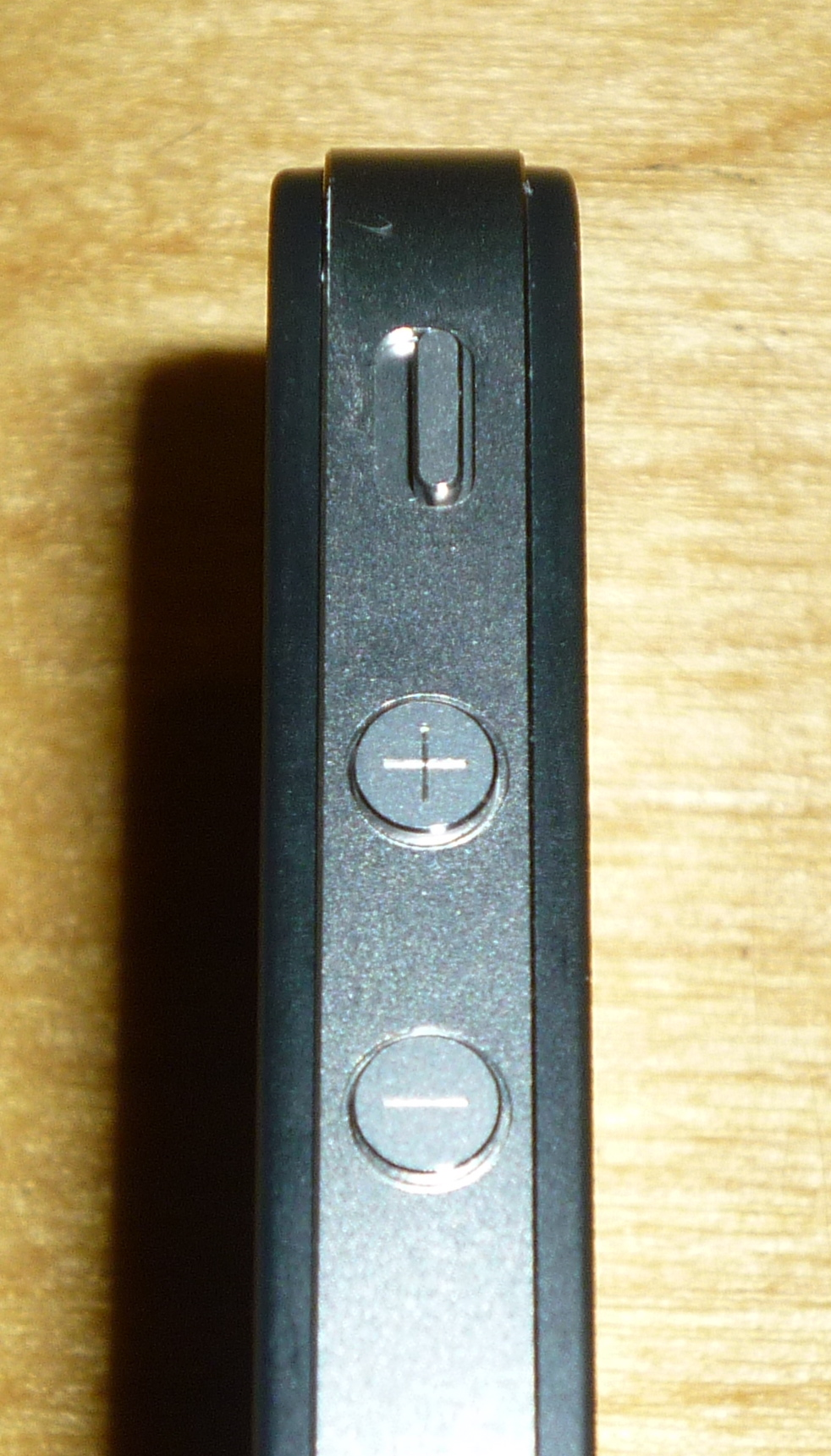
Controls del dispositiu
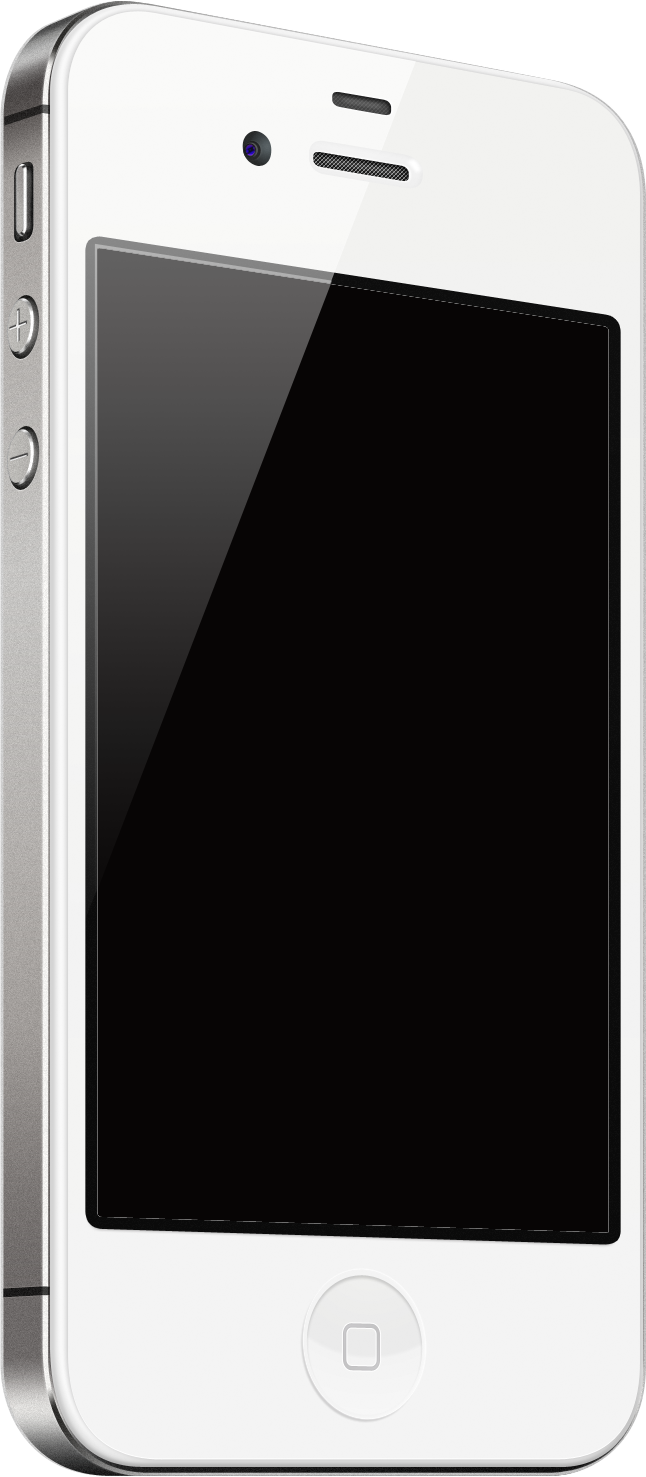
Dispositiu en blanc
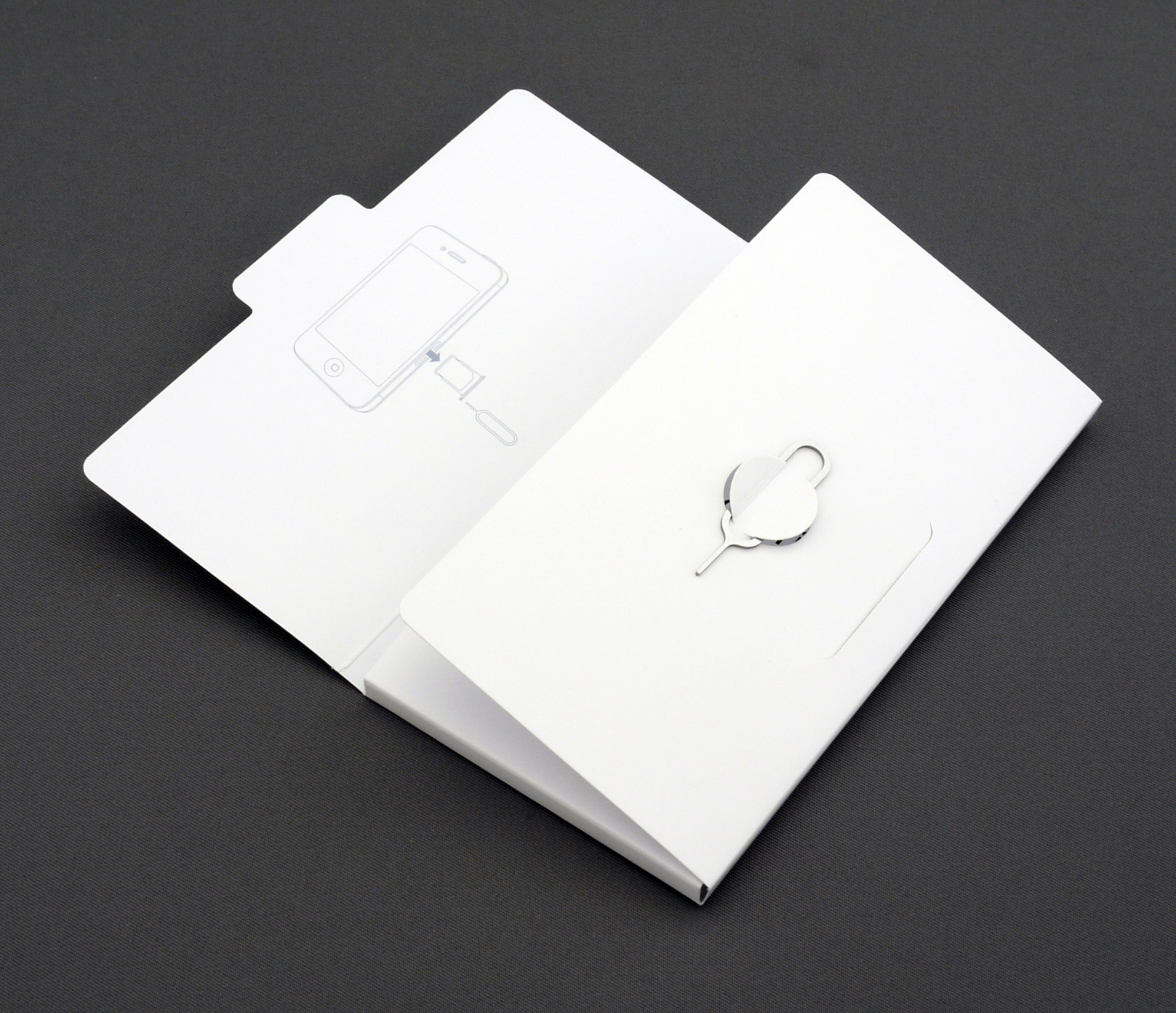
Manual del dispositiu

## Configuracions i funcions
- Manuals interactius Arxivat 2015-09-22 a Wayback Machine.